# Fernando Bujones
Fernando Bujones (Miami, 9 marzo 1955 – Miami, 10 novembre 2005) è stato un ballerino e direttore artistico statunitense.

## Biografia
Nato a Miami, in Florida, da genitori cubani, Bujones è considerato uno dei migliori ballerini del XX secolo ed è salutato come uno dei più grandi ballerini americani della sua generazione.
I primi corsi di danza classica di Bujones furono nella scuola Cuban National Ballet di Alicia Alonso per circa un anno e mezzo. Nel 1967 vinse una borsa di studio per la School of American Ballet, la scuola ufficiale della New York City Ballet Company. Studiò lì per circa cinque anni; i suoi insegnanti erano alcuni dei migliori istruttori di danza del mondo, come Stanley Williams, André Eglevsky e Zeida Cecilia Mendez, la sua insegnante privata.
Nel 1974 Bujones divenne il primo ballerino americano a vincere la medaglia d'oro al Concorso internazionale di balletto di Varna, in Bulgaria, dove fu anche citato come "massimo risultato tecnico".
Nel 1972 entrò nell'American Ballet Theatre, una delle più importanti compagnie di danza del mondo. L'anno seguente diventò solista e nel 1974 era già ballerino principale, tanto che a 19 anni non era solo uno dei più giovani ballerini principali del mondo, ma il più giovane ballerino principale nella storia dell'ABT. Fu in quel periodo che Mikhail Baryshnikov scappò dall'Unione Sovietica ed entrò nell'ABT nel 1974. Lavorarono insieme come ballerini per sei anni, dopodiché Bujones lavorò sotto la direzione artistica di Baryshnikov.
Durante i suoi 30 anni di carriera da ballerino si è esibito come artista ospite in 34 paesi e con più di 60 compagnie, tra le quali quelle famose come l'American Ballet Theatre, il Royal Ballet, il Balletto di Stoccarda, l'Opera di Parigi, il Balletto Reale Danese, il Teatro alla Scala di Milano, il Balletto dell'Opera di Stato di Vienna, l'Australian Ballet, il National Ballet of Canada e il Boston Ballet. Ha collaborato con molte ballerine del XX secolo come Dame Margot Fonteyn, Natalija Makarova, Carla Fracci, Cynthia Gregory, Marcia Haydée, Gelsey Kirkland e Marianna Tcherkassky.
Bujones divenne direttore artistico, per un breve periodo, del Ballet Mississippi nel 1993 e rimase fino a quando la compagnia non fallì per mancanza di fondi. Nel 1999 gli fu chiesto di diventare direttore artistico del Southern Ballet Theatre di Orlando, dove influenzò il cambio di nome della compagnia in Orlando Ballet e dove lavorò fino alla sua morte.

## Vita privata

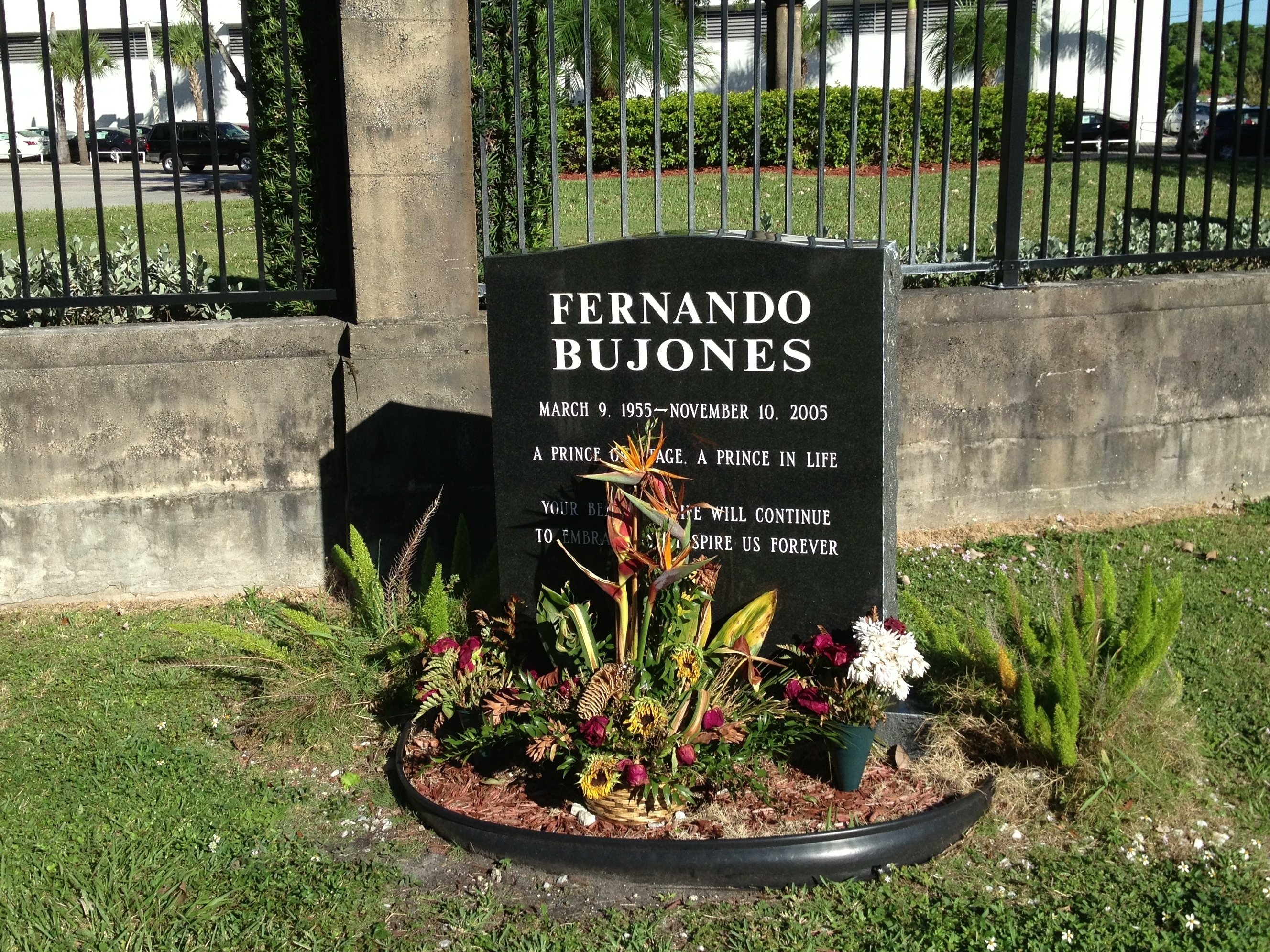
La tomba nel Caballero Rivero Woodlawn Park North Cemetery and Mausoleum, Miami, Florida.

Nel 1980 Bujones sposò Márcia Kubitschek (1943-2000), figlia di Juscelino Kubitschek de Oliveira, presidente del Brasile dal 1956 al 1961.
Poco prima della sua morte Bujones completò la sua autobiografia, che fu pubblicata nel 2009 dalla sua insegnante di lunga data Zeida Cecilia Mendez. Fernando Bujones: An Autobiography fu descritta da Dance Europe come "una grande lettura"; "La storia di Fernando si legge come una sceneggiatura cinematografica sul tema del sogno americano!"
Bujones morì di melanoma maligno all'età di 50 anni. È sepolto a Caballero Rivero Woodlawn nel North Park Cemetery e nel Mausoleo di Miami.